# Kraakfilm
Een kraakfilm (in het Engels heist film of caper movie) is een film waarin het doel van de hoofdpersonen is om iets kostbaars op een ingenieuze manier te stelen. De voorbereidingen op en uitvoering van de diefstal worden uitvoerig in beeld gebracht. Vaak is er ook aandacht voor de nasleep van de inbraak.

## Korte geschiedenis
Inbraken (heists) kwamen in de jaren 40 en 50 steeds vaker voor in films noirs, mede door het minder streng worden van de zelfcensuur van Hollywood (zie Hays Code). The Asphalt Jungle (1950) was een van de eerste films waarin de voorbereiding van een inbraak een belangrijk plot-element was. In het Verenigd Koninkrijk werd een jaar later al de eerste caper comedy gemaakt: The Lavender Hill Mob. Het genre werd vervolgens volwassen in Frankrijk, met titels als Du rififi chez les hommes en Bob le flambeur. Deze laatste film werd geregisseerd door Jean-Pierre Melville, die meerdere klassieke kraakfilms op zijn naam heeft staan. Gedurende dit decennium volgden grimmige kraakfilms elkaar op, zowel in de Verenigde Staten als in Europa. Naar aanleiding van de Franse film noirs werden ook komische varianten (capers) gemaakt, zoals de Rat Pack-film Ocean's 11 (1960), Topkapi (1964) en de Britse film The Italian Job (1969). De komische kraakfilms kenden hun hoogtijdagen in de jaren zestig, toen in verschillende Europese landen vele caper comedy's werden gemaakt, met wisselend succes. In de jaren tachtig werden nauwelijks archetypische kraakfilms gemaakt die succesvol waren. Het genre kende pas  vanaf eind jaren negentig weer een commerciële opleving, door het succes van remakes als The Thomas Crown Affair (1999), Ocean's Eleven (2001) en The Italian Job (2003).
De caper story is ook een populair subgenre voor schrijvers. Veel klassieke kraakfilms zijn dan ook gebaseerd op boeken. De Franse auteur Auguste le Breton zag enkele van zijn boeken verfilmd als kraakfilm. De Amerikaanse schrijver Donald E. Westlake begon zelfs aan twee verschillende series over inventieve veelplegers. Onder het pseudoniem Richard Stark schreef hij de grimmige Parker-boeken, waarvan er meerdere verfilmd zijn; Point Blank zelfs viermaal. De komische tegenhanger van het personage Parker is John Dortmunder, wiens luchtigere avonturen ook al een aantal keren zijn verfilmd, zoals Bank Shot (1974) en What's the Worst That Could Happen? (2001).

### Televisie
Op televisie was het kraakgenre kortstondig te zien in de serie Heist van regisseur Doug Liman. Deze show verdween al na enkele afleveringen van de buis. Ook Leverage gebruikt meerdere elementen van het heistgenre. De sciencefictionserie Firefly bevatte meerdere caper comedy-afleveringen, waaronder de eerste twee (Serenity en The Train Job). Verder hebben misdaadseries zoals Tatort, Remington Steele en Numb3rs te maken gehad met heist-plots. In de jaren zestig en zeventig had de televisieserie Mission: Impossible veelvuldig inbraken in de afleveringen. In de eerste aflevering van Law & Order: Criminal Intent wordt de moord onderzocht op betrokkenen bij een grote diamantenroof, waaronder een van de dieven.
In de jaren tien verschenen enkele Britse mini-series over heists: Inside Men (2012, drie afleveringen), The Great Train Robbery (2013, twee afleveringen), Hatton Garden (2019, vier afleveringen). Deze laatste serie is gebaseerd op een waargebeurde roof, waar ook in 2016, 2017 en 2018 Britse films van zijn gemaakt: Hatton Garden: The Heist, The Hatton Garden Job en King of Thieves.
In 2017 verscheen de Spaanse serie La casa de papel over een grootschalige overval op de Spaanse Koninklijke Munt. De serie is via Netflix wereldwijd te zien en werd een groot succes; een vierde seizoen werd uitgebracht in 2020.

## Archetypische plot

### Planning
Doorgaans bestaat een kraakfilm uit drie delen. Het eerste deel omvat de voorbereidingen voor de roof, zoals het verzamelen van een groep medeplichtigen, het onderzoeken van de te beroven locatie en bijhorende alarm- en beveiligingssystemen, het ontwikkelen van innovatieve technieken om deze te omzeilen en het bedenken van een list om met de buit weg te komen. In de eerste akte wordt ook de motivatie van de dieven duidelijk. Opvallend veel capers beginnen met het hoofdpersonage dat net uit de gevangenis komt. Dit is al een terugkerend thema in de jaren vijftig, toen kraakfilms nog binnen het domein van de film noir vielen: The Asphalt Jungle (1951), Du rififi chez les hommes (1955). Behalve banken en waardetransporten, die ook al in de jaren dertig werden overvallen in misdaadfilms, zijn ook musea en casino's favoriete doelwitten. In Bob le flambeur (1956) wordt zo'n casino-heist voorbereid. De film Ocean's 11 (1960) combineerde in feite deze twee terugkerende plotkenmerken. Deze film verschilt van de grauwe films noirs in de toon die hij heeft: luchtig, komisch, swingend. Een vroeger voorbeeld van een dergelijke caper comedy is The Ladykillers (1955) waarin de nadruk meer ligt op het gedoemde plan een bank te beroven dan op de roof zelf. Een ander vaak gebruikt verhaal is dat van de dief en zijn laatste klus. Zo willen de meesterdieven in The Score (2001), The Good Thief (2002) en The Italian Job (2003) allemaal stoppen met stelen na afloop van de kraak. Een ander veelvoorkomend verschijnsel in kraakfilms, zoals in (misdaad)films in het algemeen, is wraak. Een meesterkraak zetten om een vijand (indirect) terug te pakken is het doel in bijvoorbeeld The War Wagon (1967), Vabank (1981), The Italian Job (2003) en Ocean's Thirteen (2007). In deze gevallen willen de protagonisten vaak iets terugstelen wat hen eerder ontnomen is, of hun tegenstanders juist een loer draaien. Een opvallende variant op het terugstelen komt voor in How to Steal a Million, waarin Audrey Hepburn een standbeeld dat haar vader aan een museum heeft geschonken wil terugstelen omdat het een vervalsing is – om zo te voorkomen dat haar vaders zwendel bekend wordt.
Geld, goud, juwelen (meestal diamanten) en kunst zijn de populairste objecten die gestolen worden, maar ook anti-aids-medicijnen in Red Ribbon Blues (1996) of examen-antwoorden in The Perfect Score (2004) behoren tot de doelen, terwijl in de openingsscène van Inception (2010) ideeën worden gestolen uit iemands onderbewustzijn.

### Uitvoering
Het tweede deel bestaat doorgaans uit de kraak zelf. Latere kraakfilms willen nog weleens eindigen met de kraak, maar in de beginjaren van het subgenre was de inbraak vaak het middelpunt van de film. Ongeacht of de kraak succesvol is of niet zullen er onverwachte dingen gebeuren die het plan bemoeilijken. De Amerikaanse regisseur Jules Dassin maakte naam met twee bekende kraakscènes, waarin nauwelijks dialoog voorkwam: eerst in Rififi (1955), later in Topkapi (1964). De methode die in deze laatste film wordt gebruikt om een kunstvoorwerp te stelen is menigmaal gekopieerd in andere films, zoals in The Great Muppet Caper (1981) en Mission: Impossible (1996). Hiermee werd duidelijk dat de diefstal zelf een aantrekkelijk schouwspel werd voor het filmpubliek, daar waar eerdere inbraakfilms nog vooral de consequenties van de criminele handeling lieten zien. In latere caper comedy's werden de diefstalmethoden steeds creatiever, zoals racende Mini Coopers door Turijn in The Italian Job (1969), of het trainen van honden om het werk op te laten knappen in The Dobermann Gang (1972), en werden de boeven steeds aparter, zoals een bende blinde bankrovers in Blind Rage (1978).

### Nasleep
In het slot van de film komen de dieven tegen elkaar of een gemeenschappelijke vijand te staan en zien we de nasleep van de kraak. Soms komen de dieven ermee weg, maar meestal worden ze gestraft. Komische heistfilms eindigen vaak met poetic justice, serieuze versies kunnen zelfs tragisch eindigen, waarbij de personages komen te overlijden, gevangen worden genomen, of de buit kwijt raken. Als de kraak succesvol afloopt is het doelwit vaak een persoon of organisatie die wordt neergezet als slecht of minderwaardig: corrupte instanties, casino's, criminelen.

### Variaties
Gezien het formulistische karakter van kraakfilms, is het niet ongebruikelijk dat filmmakers met het standaardplot variëren. Reservoir Dogs (1992) van Quentin Tarantino en The Usual Suspects (1995) van Bryan Singer kunnen gezien worden als kraakfilms die zich voornamelijk op de nasleep richten, en maar kort op de planning of uitvoering. The Killing (1956) van Stanley Kubrick heeft een non-lineaire structuur die de typische plot ook verandert. Films als The Taking of Pelham One Two Three (1974) en Inside Man (2006) gaan voornamelijk over een gijzelsituatie die tijdens een kraak tot stand komt. Ook overlapt het subgenre vaak een ander subgenre van de misdaadfilm, de con-artistfilm, over oplichters die ongeveer te werk gaan als de dieven uit een kraakfilm, maar die een ingewikkelde oplichterij op touw zetten in plaats van fysiek ergens in te breken. Films als Goodfellas (1990), Mission: Impossible (1996) en National Treasure (2004) hebben kraakscènes zonder dat die de hele film beheersen. Films over een gevangenisuitbraak of een moordaanslag hebben vaak dezelfde opzet (voorbereiding, uitvoering, nasleep), ook al wordt er niets gestolen.
Kraakfilms kunnen worden gecombineerd met andere genres, zoals de western The Wild Bunch (1969) of de oorlogsfilm Kelly's Heroes (1970).
| - Alias Jimmy Valentine (1915) - High Sierra (1941) - White Heat (1949) - Armored Car Robbery (1950) - The Asphalt Jungle (1950) - The Lavender Hill Mob (1951) - Radio tekee murron (1951) - Roadblock (1951) - The Hoodlum (1951) - Drive a Croocked Block (1954) - The Good Die Young (1954) - Bob le flambeur (1955) - Du rififi chez les hommes (1955) - Five Against the House (1955) - I Died a Thousand Times (1955), remake van High Sierra - Six Bridges to Cross (1955) - Violent Saturday (1955) - The Ladykillers (1955) - The Killing (1956) - Mailbag Robbery (1957) - The Burglar (1957) - Big Deal on Madonna Street (1958) - The Badlanders (1958), remake van The Asphalt Jungle - The Safecracker (1958) - Guns, Girls and Gangsters (1959) - Odds Against Tomorrow (1959) - The League of Gentlemen (1959) - The Rebel Set (1959) - Too Many Crooks (1959) - Fiasco in Milan (1960), vervolg op Big Deal on Madonna Street - Ocean's 11 (1960) - Seven Thieves (1960) - Tirez sur le pianiste (1960) - The Day They Robbed the Bank of England (1960) - A Prize of Arms (1962) - Atraco a las Tres (1962) - Le Doulos (Finger Man) (1962) - The Pink Panther (1963) - Cairo (1963), remake van The Asphalt Jungle - Mélodie en sous-sol (1963) - Faites sauter la banque! (1964) - Topkapi (1964) - Once a Thief (1965) - Sette uomini d'oro (1965) - Assault on a Queen (1966) - Gambit (1966) - How to Steal a Million (1966) - Le Deuxième souffle (1966) - Die Gentlemen bitten zur Kasse (1966) - Grand Slam (1967) - Robbery (1967) - The War Wagon (1967) - Who's Minding the Mint? (1967) - The Split (1968) - Olsen-banden (1968), de eerste van een serie van veertien films - The Thomas Crown Affair (1968) - Olsenbanden-operasjon Egon (1969), Noorse versie van Olsen-banden en eveneens de eerste in een serie van veertien films - Le Cerveau (The Brain) (1969) - Le Clan des Siciliens (1969) - Midas Run (1969) - The Italian Job (1969) - The Wild Bunch (1969) - Le Cercle rouge (1970) - $ (Dollars) (1971) - Le Casse (1971), remake van The Burglar (1957) - The Anderson Tapes (1971) - Cool Breeze (1972), remake van The Asphalt Jungle - The Dobermann Gang (1972) - The Hot Rock (1972) - Le Mataf (1973) - 11 Harrowhouse (1974) - Inside Out (1975) - Le Gang (1977) - Blind Rage (1978) - Les Égouts de Paradis (1978) - The Brinks Job (1978) - The First Great Train Robbery (1979) - Loophole (1981) - Jönssonligan (1981), Zweedse versie van Olsen-banden en de eerste in een reeks van 8 films - The Great Muppet Caper (1981) - The Great Riviera Bank Robbery (aka Sewers of Gold) (1979), Engelstalige remake van Les Égouts de Paradis - Thief (1981) - Vabank (1981) - Crackers (1984), remake I Soliti Ignoti - Easy Money (1987), Hong Kong remake van The Thomas Crown Affair - Happy New Year (1987), remake van La Bonne Année - Point Break (1991) - Once a Thief (1991) - Sneakers (1992) - Set It Off (1996) - Lock, Stock and Two Smoking Barrels (1998) - The Newton Boys (1998) - Entrapment (1999) - The Thomas Crown Affair (1999), remake - Three Kings (1999), vrije remake van Kelly's Heroes - Gone in 60 Seconds (2000), remake - Ordinary Decent Criminal (2000) - Reindeer Games (2000) - Sexy Beast (2000) - Heist (2001) - Ocean's Eleven (2001), remake - The Score (2001) - The Good Thief (2002), remake Bob le flambeur - Welcome to Collinwood (2002), remake I Soliti Ignoti - Foolproof (2003) - The Italian Job (2003), remake - After the Sunset (2004) - Ocean's Twelve (2004) - The Ladykillers (2004), remake - The Perfect Score (2004) - Vinci (2004) - El Aura (2005) - Joni’s Promise (2005) - Crazy Stone (2006) - Inside Man (2006) - Bank+Shot (2007) - Dennis P. (2007) - Flawless (2007) - Le Deuxième Souffle (2007), remake - Ocean's Thirteen (2007) - Ca$h (2008) - Daylight Robbery (2008) - Det Perfekte kup (2008) - Fate (2008), Koreaanse film - How to Rob a Bank (2008) - Mad Money (2008) - Sans arme, ni haine, ni violence (2008), remake van Les Égouts de Paradis - The Bank Job (2008) - Tu£sday (2008) - Armored (2009) - Charlie Valentine(2009) - High Life (2009) - The Maiden Heist (2009) - Thick as Thieves (2009), ook bekend als The Code - Henry's Crime (2010) - Nokas (2010) - Takers (2010) - Fast Five (2011) - Tower Heist (2011) - Man on a Ledge (2012) - The Thieves (2012) - The Grand Heist (2012) - Chez Nous (2013) - Now You See Me (2013), van Louis Leterrier - Close to the Moon (2014) - Now You See Me 2 (2016) - Masterminds (2016) - Cien años de perdón (2016) - Going in Style (2017), remake van de gelijknamige film uit 1979 - Logan Lucky (2017) - Ocean's 8 (2018) - American Animals (2018) - Widows (2018) - King of Thieves (2018) - Triple Frontier (2019) | - Touchez pas au grisbi (1954) – Bendeoorlog om de buit van een grote goudkraak - De overval (1962) – Bevrijden van een gevangene tijdens de Tweede Wereldoorlog - The Getaway (1972) – nasleep van een bankoverval - Charley Varrick (1973) – nasleep van een bankoverval - The Taking of Pelham One Two Three (1974) – gijzeling - Dog Day Afternoon (1975) – gijzeling na bankoverval - Hold-Up (1985) – nasleep van een bankoverval - Die Hard (1988) – gijzeling en overval - Quick Change (1990) – nasleep van een bankoverval, remake van Hold-Up - Reservoir Dogs (1992) – nasleep van een bankoverval (bevat ook de rekrutering én planningfases) - The Getaway (1994) – remake van de film uit 1972 - The Usual Suspects (1995) – terugblik op een geplande bootoverval - Reindeer Games (2000) – gijzeling na casino-overval - Swordfish (2001) – computerheist - Chaos (2005) – nasleep van een bankoverval - JCVD (2008) – gijzeling na bankoverval - Inception (2010) – stelen en inplanten van ideeën in een droomwereld - The Pink Panther (1963) – De film begint met de diefstal van de diamant "The Pink Panther" - Point Blank (1967) – korte heistscène - Fun with Dick and Jane (1977) – echtpaar dat wegens geldgebrek op onbenullige wijze overvalletjes pleegt - A Fish Called Wanda (1988) – meerdere pogingen tot een diamantenroof - Full Contact (1992) – remake van Point Blank - Wallace & Gromit in The Wrong Trousers (1993) – diamantenheist à la Topkapi - Heat (1995) – meerdere inbraken en overvallen - Die Hard with a Vengeance (1995) – kat-en-muis-spel als dekmantel voor een bankoverval - Mission: Impossible (1996) – heist à la Topkapi - The Newton Boys (1998) – western met trein- en bankovervallen - Payback (1998) – remake van Point Blank - Femme Fatale (2002) – diamantenheist in de openingsscène in Cannes - National Treasure (2004) – diefstal van de Declaration of Independence - Fun with Dick and Jane (2005) – remake - Mission: Impossible III - inbraak in het Vaticaan - The Lookout (2007) – bankoverval in tweede deel van de film - National Treasure: Book of Secrets (2007) – heists in Buckingham Palace en het Witte Huis - JCVD (2008) - The Dark Knight (2008) - begint met een bankoverval door de Joker - Mission: Impossible – Rogue Nation (2015) - onderwaterinbraak - Solo: A Star Wars Story - treinheist |

## Regisseurs en acteurs
Enkele regisseurs en acteurs hebben aan meerdere heistfilms gewerkt, en waren zo bepalend in de vorming van het genre.
- Jean-Pierre Melville – regisseerde vijf heistfilms uit bovenstaande lijst (Bob le flambeur, Le Doulos, Le Deuxième Souffle, Le Cercle rouge en Un Flic). Twee hiervan zijn reeds herfilmd, voor Le Cercle rouge staat een remake in de planning.
- Jules Dassin – regisseerde twee klassieke heistfilms uit bovenstaande lijst (Rififi en Topkapi)
- Steven Soderbergh – regisseerde de Ocean's Eleven-trilogie en Logan Lucky en behandelde het thema van dieven in The Underneath (1995) en Out of Sight (1998).
- Michael Caine speelt een rol in Gambit, Deadfall, The Italian Job, Flawless en King of Thieves. Bovendien speelde hij een oplichter in Dirty Rotten Scoundrels (1991) en een fraudeur in Silver Bears (1978). Verder komen er heists voor in Surrender (1987), Blood and Wine (1996), Shadow Run (1998) en Now You See Me (2013) en het vervolg hirop.
- Robert Redford is onder meer bekend vanwege zijn hoofdrol in de caper comedy The Sting (1973), waarin niet zozeer een inbraak wordt gepleegd maar een crimineel op groteske wijze wordt opgelicht. Redford speelde wel een echte dief in The Hot Rock en Sneakers. In zijn laatste film als acteur, The Old Man & the Gun, berooft hij banken.
- David Niven is onder andere te zien in Le Cerveau (1969) en A Nightingale Sang in Berkeley Square (1979). Bovendien is hij "The Phantom" die de Pink Panther-diamant steelt in The Pink Panther.
- George Clooney speelde de hoofdrol in vier van de heistfilms van Steven Soderbergh, en in Three Kings. Hij maakt ook kort zijn opwachting in Welcome to Collinwood. Hij regisseerde The Monuments Men.
- Jean Gabin is in meerdere Franse capers te zien: Touchez pas au grisbi, Du rififi à Paname, Mélodie en sous-sol, Le Soleil des voyous, Le Clan des Siciliens en L'Année sainte.
- Alain Delon speelt een dief in Mélodie en sous-sol, Once a Thief, Le Clan des Siciliens, Le Cercle rouge en Le Gang en gaat achter een dief aan in Un Flic.
- Frank Sinatra speelt in Ocean's 11 (1960) en Assault on a Queen
- Edward G. Robinson is de Professor in zowel Seven Thieves, Grand Slam als The Biggest Bundle of Them All
- Peter O'Toole probeert in The Day They Robbed the Bank of England de kraak te voorkomen, maar behoort zelf tot de dieven in How to Steal a Million
- Donald Sutherland is te zien in The Split, Kelly's Heroes, The First Great Train Robbery, A Man, A Womand and a Bank, Lady Ice, Crackers, The Big Heist en The Italian Job

Andere regisseurs die veel heistfilms of films met heist-scènes hebben gemaakt zijn onder andere Sam Peckinpah, Choi dong-hun, Sidney Lumet, Peter Yates, Michael Mann, Juliusz Machulski, John McTiernan, Henri Verneuil, Cliff Owen, Aram Avakian en zelfs Woody Allen. 
De Deen Erik Balling maakte er liefst dertien, allemaal in de Olsen-banden serie, tussen 1968 en 1981. Deze serie werd nagemaakt in het Noors door regisseur Knut Bohwim die er ook dertien maakte, en in het Zweeds onder de naam Jönssonligan.